# Rannsakningsdomaren
Rannsakningsdomaren är en svensk kort dramafilm från 1911 i två akter med regi av Ernst Dittmer.

## Om filmen
Filmen premiärvisades 13 november 1911 på Stora Biografteatern i Malmö. Filmen spelades in vid Stora Biografteaterns ateljé i Linnéaträdgården, belägen i det nuvarande Davidshall, av Ernst Dittmer.

## Roller
- Anders Hellquist – Kärfve, pastor
- Gerda Malmborg – hans hustru
- Algot Persson – Kurt, deras son

- Ebba Lindkvist – Vera, deras fosterdotter (som Ebba Bergman)
- Viktor Hallin – Brown, Veras onkel
- Gunnar Gyllander – Falk, grosshandlare
- John Bertman – Winter, bankir
- Olga van Haag – hans hustru
- Ernst Körner – notarie/polishandräckning
- Johan Rosén – polishandräckning
- Ester Selander